# Farsifarm Kijów
Farsifarm Kijów (ukr. Футбольний клуб «ФарсіФарм» Київ, Futbolnyj Kłub "Farsifarm" Kyjiw) – ukraiński klub piłki nożnej plażowej, mający siedzibę w mieście Kijów.

## Historia
Chronologia nazw:
- 200?: Farsifarm Kijów (ukr. «ФарсіФарм» Київ)

Klub piłkarski Farsifarm został założony w Kijowie i reprezentował firmę FarsiFarm. W 2013 debiutował w Wyższej lidze Beach Soccera. W 2014 został brązowym medalistą mistrzostw Ukrainy Beach Soccera, a w następnym roku zdobył wicemistrzostwo.

## Sukcesy

### Trofea międzynarodowe
Nie uczestniczył w rozgrywkach europejskich (stan na 31-05-2018).

### Trofea krajowe
| \| \| Zdobyte trofea w rozgrywkach Ukrainy (stan na: 31-05-2018) \| |                                                            |      |          |
| Rozgrywki                                                           | Osiągnięcie                                                | Razy | Sezon(y) |
| · Mistrzostwo                                                       | I miejsce                                                  | 0    |          |
| · Mistrzostwo                                                       | II miejsce                                                 | 1    | 2015     |
| · Mistrzostwo                                                       | III miejsce                                                | 1    | 2014     |
| Puchar                                                              | zdobywca                                                   | 0    |          |
| Puchar                                                              | finalista                                                  | 0    |          |
| II liga                                                             | I miejsce                                                  | 0    |          |
| II liga                                                             | II miejsce                                                 | 0    |          |
| II liga                                                             | III miejsce                                                | 0    |          |
| Ukraina                                                             | Zdobyte trofea w rozgrywkach Ukrainy (stan na: 31-05-2018) |      |          |